# Kriażewoje
Kriażewoje (ros. Кряжевое) – wieś w Rosji, w obwodzie astrachańskim, w rejonie limańskim. W 2010 liczyła 658 mieszkańców.